# Inga brevituba
Inga brevituba är en ärtväxtart som beskrevs av T.S.Elias. Inga brevituba ingår i släktet Inga och familjen ärtväxter. Inga underarter finns listade i Catalogue of Life.